# A História da Eternidade
A História da Eternidade é um filme brasileiro de 2015, do gênero drama musical, dirigido por Camilo Cavalcante. Foi o primeiro longa-metragem dirigido por Camilo Cavalcante. O filme foi exibido no Festival de Roterdã, na Holanda.

## Sinopse
Em um pequeno vilarejo no Sertão, três histórias de amor e desejo revolucionam a paisagem afetiva de seus moradores. Personagens de um mundo romanesco, no qual suas concepções da vida estão limitadas, de um lado pelos instintos humanos, do outro por um destino cego e fatalista.

## Elenco
| Elenco Original    | Elenco Original |
| Ator               | Papel           |
| ------------------ | --------------- |
| Zezita de Matos    | Dona Das Dores  |
| Marcélia Cartaxo   | Querência       |
| Irandhir Santos    | João "Dinho"    |
| Cláudio Jaborandy  | Nataniel        |
| Maxwell Nascimento | Geraldo         |

## Prêmios
| Ano  | Prêmio                                             | Categoria                                                        | Resultado | Ref   |
| ---- | -------------------------------------------------- | ---------------------------------------------------------------- | --------- | ----- |
| 2016 | Grande Prêmio do Cinema Brasileiro                 | Melhor Trilha Sonora Original                                    | Venceu    |       |
| 2016 | Grande Prêmio do Cinema Brasileiro                 | Melhor Atriz para Marcélia Cartaxo                               | Indicado  |       |
| 2016 | Grande Prêmio do Cinema Brasileiro                 | Melhor Diretor para Camilo Cavalcante                            | Indicado  |       |
| 2016 | Grande Prêmio do Cinema Brasileiro                 | Melhor Filme                                                     | Indicado  |       |
| 2016 | Grande Prêmio do Cinema Brasileiro                 | Melhor Ator Coadjuvante para Cláudio Jaborandy                   | Indicado  |       |
| 2016 | Grande Prêmio do Cinema Brasileiro                 | Melhor Roteiro Original                                          | Indicado  |       |
| 2016 | Grande Prêmio do Cinema Brasileiro                 | Melhor Direção de Arte                                           | Indicado  |       |
| 2016 | Troféu APCA                                        | Melhor Fotografia                                                | Venceu    |       |
| 2016 | Festival SESC de Filmes                            | Melhor Ator para Irandhir Santos                                 | Venceu    |       |
| 2016 | Festival SESC de Filmes                            | Melhor Fotografia                                                | Venceu    |       |
| 2016 | Festival de Cinema Itinerante da Língua Portuguesa | Melhor Filme                                                     | Venceu    |       |
| 2016 | Festival de Cinema Itinerante da Língua Portuguesa | Melhor Ator para Cláudio Jaborandy                               | Venceu    |       |
| 2016 | Festival de Cinema Itinerante da Língua Portuguesa | Melhor Diretor para Camilo Cavalcante                            | Venceu    |       |
| 2014 | Festival Paulínia de Cinema                        | Melhor Filme                                                     | Venceu    | [ 3 ] |
| 2014 | Festival Paulínia de Cinema                        | Melhor Ator para Irandhir Santos                                 | Venceu    |       |
| 2014 | Festival Paulínia de Cinema                        | Melhor Atriz para Zezita de Matos Marcélia Cartaxo Débora Ingrid | Venceu    |       |
| 2014 | Festival Paulínia de Cinema                        | Melhor Direção para Camilo Cavalcante                            | Venceu    |       |
| 2014 | Abraccine                                          | Melhor Filme                                                     | Venceu    |       |
| 2014 | Festival de Cinema da Fronteira                    | Melhor Atriz para Débora Ingrid                                  | Venceu    |       |

## Críticas
Alysson Oliveira, do CineWeb, disse que "“A história da eternidade” é um filme construído em seu tempo e espaço próprios. Cavalcante, experiente diretor de curtas, encontra na forma meditada a materialização estética das emoções e experiências de seus personagens. A câmera se mantém fixa até certo ponto, numa bela cena envolvendo “Fala”, canção da banda Secos & Molhados – a partir daí, a câmera e a imagem voam. São opções arriscadas mas muito bem pensadas e eficientes para compor uma obra que exala poesia sem nunca deixar de fazer um comentário sobre uma paisagem que, mesmo árida, está inserida no mundo globalizado. A “eternidade” do título talvez se refira exatamente a essa disputa entre o avanço que tenta chegar tirando tudo do caminho, e o arcaico, cujas raízes fixas impedem o progresso. Ao mesmo tempo, também é sobre homens e mulheres, os anseios, medos e desejos que os movem."